# Throscidae
Throscidae es una familia de coleópteros de la superfamilia Elateroidea con veinte especies descritas.

## Géneros
Tiene los siguientes géneros:
- Aulonothroscus
- Cryptophthalma
- Pactopus
- Potergus
- Trixagus